# Palmi
Palmi – miejscowość i gmina we Włoszech, w regionie Kalabria, w prowincji Reggio Calabria.
23 lipca 1866 urodził się tutaj przyszły kompozytor Francesco Cilea.
Według danych na rok 2016 gminę zamieszkuje 18800 osób, 587,8 os./km².